# Stachys araxina
Stachys araxina là một loài thực vật có hoa trong họ Hoa môi. Loài này được Kopell. miêu tả khoa học đầu tiên năm 1951.